# Cerco do Porto
Dá-se o nome de Cerco do Porto ao período, que durou mais de um ano — de Julho de 1832 a Agosto de 1833 —, no qual as tropas liberais de D. Pedro estiveram cercadas pelas forças absolutistas fiéis a D. Miguel.
A essa estóica resistência da cidade do Porto e das tropas de D. Pedro se atribui a vitória da causa liberal em Portugal. Entre outros, combateram no Cerco do Porto do lado dos liberais Almeida Garrett, Alexandre Herculano e Joaquim António de Aguiar.

## Ocupação do Porto e primeiros recontros
Entrando no Porto no dia imediato ao do desembarque do Mindelo, a 9 de Julho de 1832, o exército libertador encontrou a cidade abandonada pelas tropas realistas, cujos chefes, ignorantes do número exacto das forças liberais, tinham resolvido retirar.
O general Manuel Gregório de Sousa Pereira de Sampaio, 1.º visconde de Santa Marta, comandante supremo da divisão realista que operava entre a Figueira da Foz e Vila do Conde, resolveu estabelecer-se em Vila Nova de Gaia, ordenando que, no mesmo dia da entrada dos liberais na cidade, se fizesse fogo contra os ocupantes, pelo que logo no dia 10 o almirante liberal inglês George Rose Sartorius mandou os seus barcos entrar a barra do Rio Douro e ripostar ao fogo realista, ao mesmo tempo que, protegida pela esquadra, a divisão do tenente-coronel João Schwalbach atravessou o rio e ocupou a Serra do Pilar, em Gaia, obrigando os realistas a retirar em debandada até Oliveira de Azeméis.
Entretanto João Schwalbach avançou com as suas forças até ao Alto da Bandeira e postou guardas avançadas nos Carvalhos, ficando os dois exércitos em observação, sem qualquer deles ousar uma acção de envergadura.
No dia 18 de Julho deu-se o primeiro ataque violento dos realistas, sem êxito, e cinco dias depois travou-se o combate de Penafiel, até onde havia seguido uma coluna liberal, que desbaratou os realistas e regressou ao Porto, depois de ter praticado numerosas brutalidades, reforçando o mau conceito em que os tinham as populações, criado pelo clero das aldeias.

## Forças sitiadas

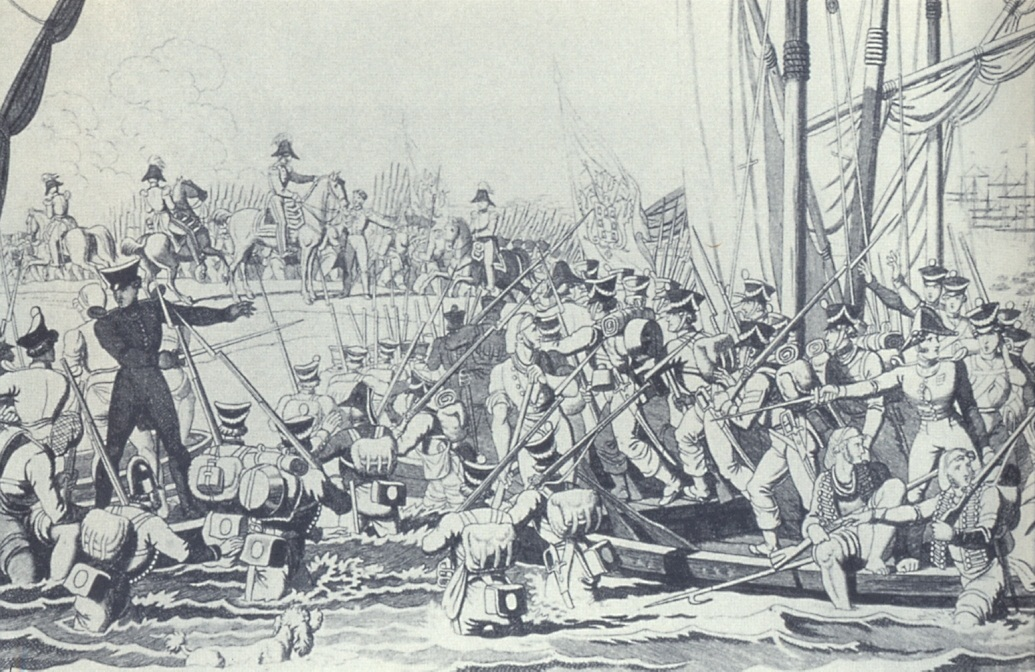
Desembarque dos Bravos do Mindelo.

Do lado absolutista, dá-se a junção das forças do general Álvaro Xavier Coutinho e Póvoas com as do visconde de Santa Marta, dispondo depois os dois generais os seus exércitos de forma a rodear a cidade.
D. Pedro mandou uma coluna atacar Valongo, a qual caiu numa emboscada inimiga junto de Ponte de Ferreira, o que a fez recuar até Rio Tinto, derrota que alarmou a cidade. Entretanto a Serra do Pilar era fortificada pelo major Sá Nogueira, e D. Pedro, que via a impossibilidade de ocupar o Norte do País, como inicialmente supusera, procedeu à reorganização do Exército, criando o Estado-Maior e despachando Pedro de Sousa Holstein, à época marquês de Palmela, para Londres, com o encargo de obter apoio financeiro à causa e contratar oficiais e soldados.
No dia 27 travou-se violento combate ao sul de Grijó, onde Póvoas desbaratou as forças do conde de Vila Flor, que recuaram em debandada até ao Alto da Bandeira. Entretanto, as tropas realistas, devido à rivalidade entre os generais Póvoas e Santa Marta, passaram a ser superiormente comandadas pelo general Gaspar Teixeira, visconde de Peso da Régua, e iniciou-se o cerco à cidade, que ficou envolvida por uma série de fortes redutos, que começavam na Quinta da China, junto ao Rio Douro, em Campanhã, terminando nas proximidades da Senhora da Luz, à Foz do Douro, junto ao mar, toda esta linha situada ao norte do rio. Ao sul começavam as linhas no Cabedelo, em Canidelo, frente à Foz do Douro, e iam acabar à Pedra Salgada, fronteira ao monte do Seminário, postando nesse espaço quinze baterias.

## Primeiras investidas do exército realista

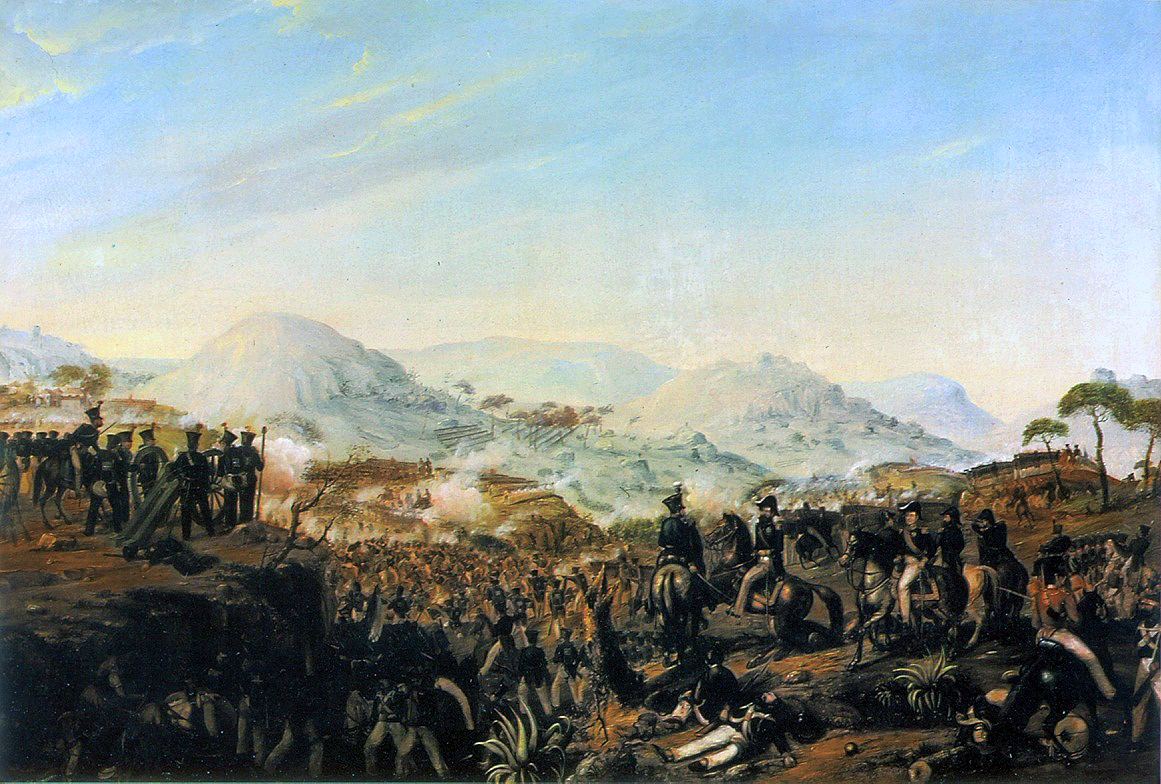
Batalha de Ponte Ferreira.

No dia 8 de Setembro de 1832 os realistas começaram os seus ataques em força, assaltando a Serra do Pilar, valorosamente defendida pelos voluntários cognominados os polacos, iniciando-se no dia seguinte o bombardeamento do Porto, baptismo de fogo da cidade, que muitos outros iria suportar durante o cerco.
No dia 16 os sitiados fizeram a sua primeira surtida, tendo então ocupado o Morro das Antas, na parte alta da cidade, o que veio dar-lhes ânimo. No entanto, tentando pôr finalmente cobro à insólita situação de um punhado de 7.500 homens persistir em resistir a um exército organizado de 80 mil, o general realista Gaspar Teixeira começou a preparar um assalto em força escolhendo o dia 29 de Setembro, em que a Igreja celebra o arcanjo São Miguel, epónimo do rei, para o fazer, tendo prometido aos seus soldados o saque da cidade.
Efectivamente, no dia 29, a coberto dum nevoeiro cerrado, os sitiantes avançaram pelos lados de Campanhã, chegando a entrar na Rua do Prado, onde foram recebidos pelos resistentes, travando-se combate tão violento que daí recebeu a rua o nome actual de Rua do Heroísmo. Idênticos assaltos violentos ocorreram noutros pontos das linhas, durante os quais o exército sitiado praticou actos da maior bravura, de tal forma que, quando o general realista Gaspar Teixeira reconheceu a impossibilidade de esmagar a cidade e ordenou a retirada, se encontrou com mais de 4 mil baixas, a que corresponderam escassas 650 por parte dos sitiados. Esta derrota realista desmoralizou os sitiantes e o seu general, pelo que este resolveu pedir ao rei que viesse, com a sua presença, levantar o moral caído das suas tropas.
D. Miguel partiu, portanto, para o Norte, fazendo-se acompanhar de um célebre e imponente canhão baptizado com o nome de «mata-malhados» e em que todos punham grandes esperanças. Antes do rei chegar, deram os sitiantes novos e furiosos assaltos à Serra do Pilar, nos dias 13 e 14 de Outubro, sendo, como até então, repelidos pelo heróico general Torres.
No dia 1 de Novembro estabeleceu D. Miguel o seu quartel-general em Braga, a cidade fiel, onde foi recebido apoteoticamente, fazendo imediatamente substituir Gaspar Teixeira no comando pelo visconde de Santa Marta, que procurou apertar o cerco.

## As duras condições do cerco

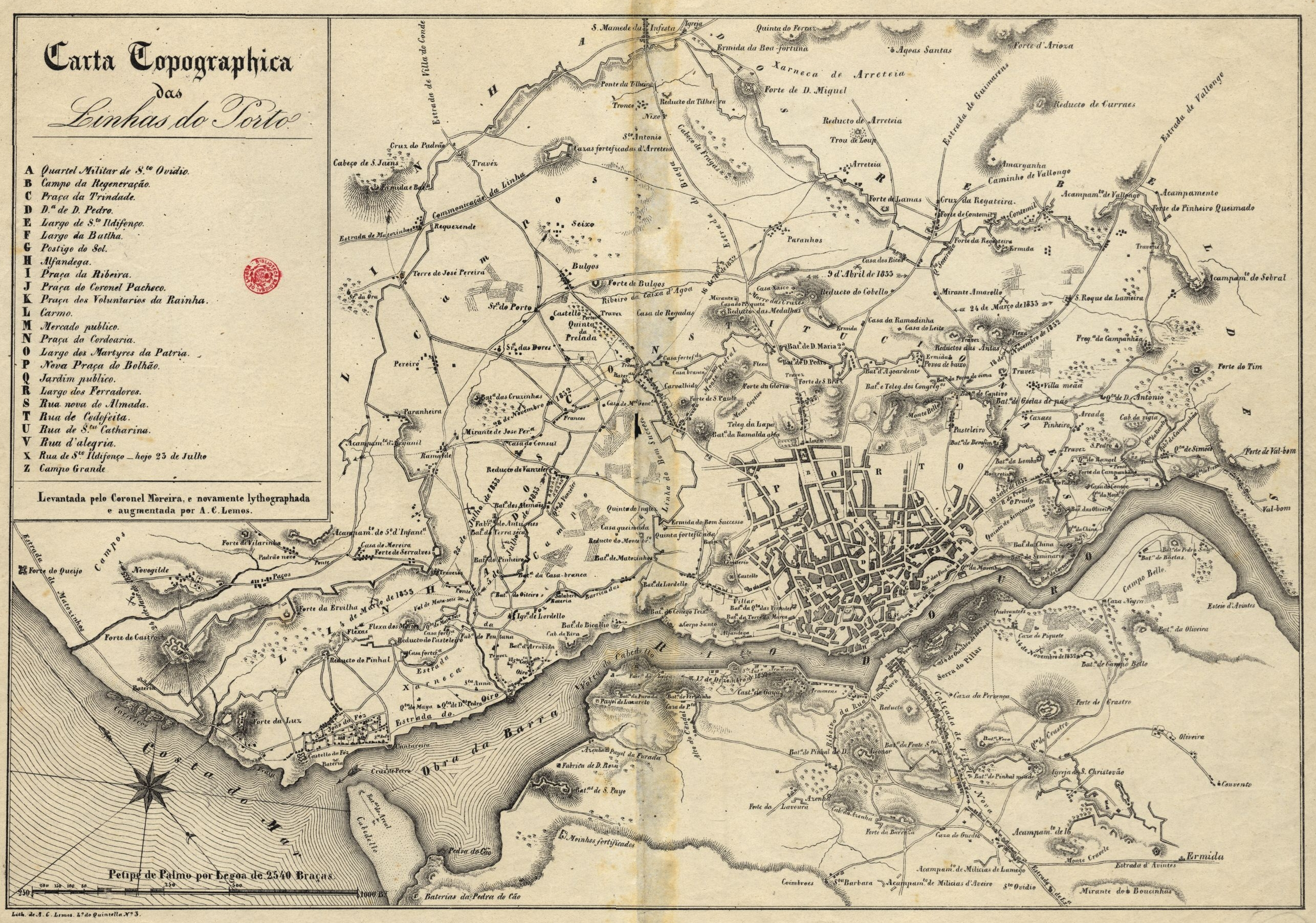
"Linhas do Porto" durante o cerco.

No Porto declararam-se dois novos e inesperados inimigos, que iam dizimando os sitiados que as bombas poupavam: a cólera e o tifo. Na cidade começava a faltar tudo, o que colocava os sitiados ante a perspectiva de uma rendição pela fome. Por isso tentaram, ao longo do mês de Novembro, várias surtidas, todas sem grande efeito. No dia 11, os realistas submeteram a cidade a um bombardeamento ininterrupto, que se prolongou até ao cair da noite do dia 12,  aniversário de D. Pedro. No entanto, estes ferozes bombardeamentos da cidade, em vez de desmoralizar, contribuíram para solidificar nos portuenses a sua identificação com os liberais e a sua determinação em resistir.
No entanto, a penúria do Tesouro levou a dificuldades no pagamento às tropas mercenárias. O que, entre outros casos lamentáveis, levou à saída do almirante Sartorius com os navios da esquadra e aos distúrbios constantes dos mercenários ingleses que reclamavam os soldos atrasados.
A 28 de Janeiro de 1833 chega ao Porto o general Saldanha, acompanhado de um grupo de liberais extremistas, o que vinha aumentar a dissidência no campo liberal. Para atenuar as desinteligências políticas dentro do burgo, D. Pedro e o seu governo resolveram promover Saldanha a marechal, entregando-lhe o comando da 2.ª divisão.
Em começos de Fevereiro de 1833 toma o comando dos realistas o conde de S. Lourenço, continuando os ataques e os bombardeamentos à cidade. Tinham-se ali abatido todas as árvores para substituir a lenha que faltava. A situação era tão desesperada que se chegou a pensar seriamente em capitular, ao que Saldanha se opôs tenazmente. No dia 9 de Abril os sitiados, num golpe audacioso e depois de violento combate, apoderaram-se do reduto do Covelo, o que desmoralizou os sitiantes, que começaram a desertar em quantidade.

## A vitória final e o levantamento do cerco

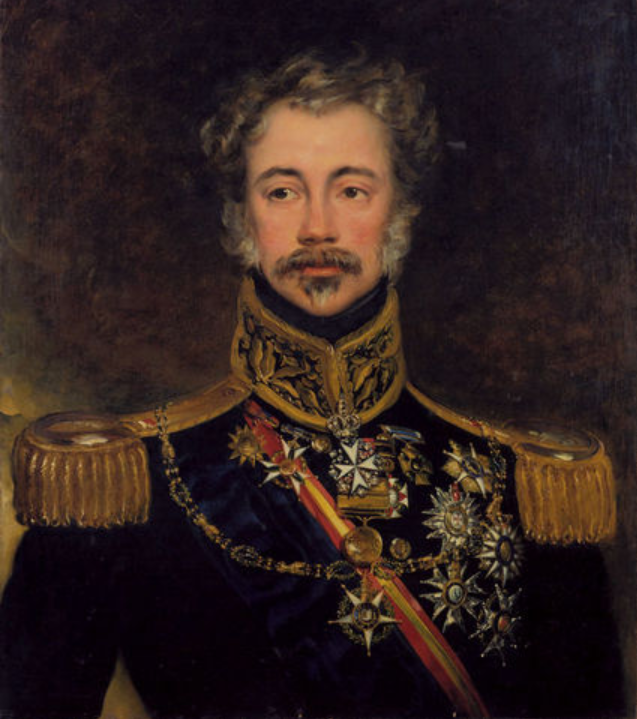
O Marechal Saldanha.

Entretanto, no dia 1 de Junho de 1833, Palmela, que em Londres procurara por todos os meios salvar a causa liberal e conseguir dinheiro, com o qual comprara mais navios e contratara voluntários, à cabeça dos quais o capitão da marinha de guerra Carlos Napier, que substituiu o insubmisso Sartorius, entretanto exonerado, sendo Saldanha elevado a chefe do Estado-Maior.
A conselho de Napier, deu-se corpo a um plano já antigo de ataque de surpresa por mar contra Lisboa, que depois se substituiu pelo desembarque no Algarve, que iria dar a triunfo à causa. Após a partida da esquadra, o exército realista, na crença de que a saída daquelas forças enfraquecesse a defesa da cidade, deu um vigoroso assalto a 5 de Julho, repelido com numerosas baixas, tendo Saldanha, em virtude deste triunfo, sido promovido a tenente-general.
Entretanto, D. Miguel contratou o célebre marechal de Bourmont para comandante supremo, tendo este ordenado outro ataque à cidade no dia 25, o mais violento de todo o cerco. Foi nesse dia que Saldanha, à frente de 20 lanceiros apenas, comandou uma carga que o veio a tornar famoso. Vendo o seu exército batido, D. Miguel, que seguia o combate do alto do Monte de S. Gens na Senhora da Hora, atirou ao chão o óculo que empunhava, irritado com a derrota, quando contava com uma vitória estrondosa.
No dia imediato, D. Pedro partiu para Lisboa, ocupada já pelas tropas do duque da Terceira, com os navios de Napier ancorados no Tejo, fincando a defesa do Porto entregue a Saldanha. No dia 9 de Agosto, D. Miguel e o seu Estado-Maior retiraram para o Sul, ao encontro das forças do duque, ficando a comandar o exército sitiante do lado de Gaia o francês conde de Almer, que, após a brilhante vitória de Saldanha no dia 18 de Agosto, obrigando os sitiantes a levantar o cerco pelo norte e leste da cidade, resolveu também retirar, não sem antes mandar incendiar os armazéns de vinhos do Porto em Gaia, em que se perderam 17.374 pipas de vinho e 533 pipas de aguardente. O prejuízo foi, na época, avaliado em mais de 2 500 contos de réis.
Saldanha regressou ao Porto em triunfo no dia 20 de Agosto de 1833, após a vitória final. 